# 스타스키와 허치
《스타스키와 허치》(영어: Starsky & Hutch)는 미국에서 제작된 토드 필립스 감독의 2004년 버디 경찰 액션 코미디 영화이다. 1970년대에 방영된 동명 텔레비전 시리즈의 프리퀄 영화로, 벤 스틸러가 데이비드 스타스키 역을, 오언 윌슨이 켄 "허치" 허친슨 역을 맡았다. 스튜어트 콘펠트 등이 제작에 참여하였다.

## 출연
- 벤 스틸러
- 오언 윌슨
- 빈스 본
- 스눕 도그
- 제이슨 베이트먼
- 프레드 윌리엄슨
- 카먼 일렉트라
- 에이미 스마트
- 줄리엣 루이스
- 몰리 심스
- 조지 청
- 크리스 펜
- 테리 크루스
- 브랜디 로더릭
- 패튼 오즈월트
- 리처드 에드슨
- 폴 마이클 글레이저
- 데이비드 솔
- 윌 페럴

## 기타 제작진
- 협력 제작: 스콧 버드닉
- 배역: 주얼 베스트럽, 진 매카시
- 미술: 에드 버로
- 의상: 루이즈 밍건바크